# Adolf Grabowsky
Adolf Grabowsky (Berlín, 31 de agosto de 1880-Arlesheim, 23 de agosto de 1969) fue un politólogo alemán, autor de varios libros sobre geopolítica y otros temas de la teoría política. Fue un judío convertido al protestantismo, y fundador y editor del diario Zeitschrift für Politik., además de promotor del sistema democrático en la República de Weimar.

## Biografía
Hijo de comerciantes, Adolf Grabowsky, asistió a la escuela Askanisches Gymnasium de Berlín. Estudió derecho y ciencias políticas en las universidades de Berlín, de Friburgo, de Ginebra y de Würzburg. Tras un breve periodo en el servicio judicial, se dedicó viajar para trabajar independientemente. En 1903 fue cofundador de la publicación Zeitschrift für Politik ('Revista de política'), del que fue editor de 1907 a 1933 y de 1954 a 1969. De 1913 a 1923 también publicó la revista bimensual Das Neue Deutschland sobre política y cultura, que era un órgano del joven movimiento conservador.
Grabowsky participó como sargento durante la Primera Guerra Mundial. Luego, entre 1921 y 1933 ejerció de profesor en la Universidad Alemana de Política (Deutschen Hochschule für Politik, DHfP), desde 1925 como jefe del Departamento de Geopolítica, y desde 1930 también en la Universidad Técnica de Berlín (Technischen Hochschule Berlin). Asimismo, fue asistente de investigación para el Ministerio de Asuntos Exteriores de Alemania entre 1926 y 1933. En 1929 publicó Weltpolitische Bücherei.
Después de que los nacionalsocialistas llegaran al poder, Grabowsky fue despedido debido a su ascendencia judía. Emigró a Basilea, en Suiza, en 1934, y con el apoyo de la Fundación Rockefeller, estableció un instituto de enseñanza e investigación llamado Weltpolitisches Archiv. En 1940 fue expatriado por los gobernantes nacionalsocialistas.
A partir de 1945, Grabowsky realizó muchas conferencias por toda Alemania Occidental. En 1950 asumió una cátedra suplente de ciencias políticas en la Universidad de Marburg durante nueve meses, hasta que Wolfgang Abendroth asumió la cátedra vacante. Luego tuvo un puesto de profesor remunerado en Marburgo hasta 1966. En 1952 obtuvo un puesto de profesor correspondiente en la Universidad de Giessen. 
Grabowsky fue el único representante de la geopolítica alemana temprana que había sido instrumentalizada por el nacionalsocialismo y, por lo tanto, fue desacreditado y tabú a partir de la formación de la República Federal, que persiguió consistentemente este enfoque. En la Universidad de Marburg existía una relación diametral entre los dos politólogos, el marxista Abendroth y el nacional-conservador Grabowsky. Una cátedra honoraria con derecho a otorgar doctorados, que Grabowsky (y sus estudiantes) querían, no le fue otorgada. También siguió siendo profesor en la Universidad de Giessen.  Abendroth vio la concesión a largo plazo del puesto de profesor a Grabowsky como una compensación deseada por sus posiciones políticas por parte de la facultad filosófica.
Además de su trabajo académico, Adolf Grabowsky trabajó como poeta, dramaturgo y más tarde también como autor y traductor de obras de radio. En 1960 recibió la placa de Goethe del Ministerio de Ciencia y Arte de Hesse, y en 1961 la Orden del Mérito de la República Federal de Alemania.

## Publicaciones

#### Artículos científicos
- Staat und Raum. Grundlagen räumlichen Denkens in der Weltpolitik. Zentralverlag, Berlin 1928.
- Raum als Schicksal. Das Problem der Geopolitik. C. Heymann, Berlín 1933.
- Der Sozialimperialismus als letzte Etappe des Imperialismus. Weltpolitisches Archiv, Basel 1939.
- Raum, Staat und Geschichte. Grundlegung der Geopolitik. Heymann, Colonia/Berlín 1960.

#### Obras literarias
- Der Kampf um Böcklin, S. Cronbach, Berlín 1906.
- Die Augen. Zwei Märchen. Paul Cassirer, Berlín 1912.
- Gedichte. Paul Cassirer, Berlin 1912.
- Gott und der Zauderer. Ein Mythos. Paul Cassirer, Berlín 1912.